# Tom McGrath
Thomas "Tom" McGrath (Lynnwood, 7 de agosto de 1964) é um dublador e animador estado-unidense que co-dirigiu (com Eric Darnell) Madagascar. Ele também trabalhou como dublador em outros filmes de animação da DreamWorks como Flushed Away em 2006 e Shrek Terceiro em 2007. Ele também entrou em cena em Flushed Away para ajudar a fazer melhorias antes de seu lançamento. E ele também dirigiu o filme megamente (2010), com os atores: Will Ferrell, Tina fey, David Cross, Jonah Hill e Brad Pitt.
McGrath fez sua estréia no cinema dirigindo como o co-diretor e co-roteirista de Madagascar e expressou seu líder, Skipper (Capitão).